# ロマーノ・デッツェリーノ
ロマーノ・デッツェリーノ（イタリア語: Romano d'Ezzelino）は、イタリア共和国ヴェネト州ヴィチェンツァ県にある、人口約14,000人の基礎自治体（コムーネ）。

## 地理

### 位置・広がり

#### 隣接コムーネ
隣接するコムーネは以下の通り。
- バッサーノ・デル・グラッパ
- ボルソ・デル・グラッパ (TV)
- カッソーラ
- ムッソレンテ
- ポーヴェ・デル・グラッパ

### 気候分類・地震分類
気候分類では、zona E, 2478 GGに分類される。
また、イタリアの地震リスク階級 (it) では、zona 2 (sismicità media) に分類される。

## 行政

### 分離集落
ロマーノ・デッツェリーノには、以下の分離集落（フラツィオーネ）がある。
- Fellette, Sacro Cuore, San Giacomo